# Île Marc
Île Marc ist eine unbewohnte Insel im Territorium Nunavut in Kanada.

## Lage
Die Insel gehört zur Bathurst-Island-Gruppe der Königin-Elisabeth-Inseln im Nordpolarmeer. Von der nördlich benachbarten Insel Massey Island ist sie wenig mehr als einen Kilometer entfernt, von Alexander Island im Osten etwa 5,5 Kilometer. Ihre Fläche beträgt 56 km².
Begünstigt durch ihre flachen Küsten wird die Insel saisonal von Karibus aufgesucht, die die Meerenge zu Massey Island durchschwimmen.